# جيمس ألين غراهام
جيمس ألين غراهام (بالإنجليزية: James Allen Graham)‏ هو سياسي أمريكي، ولد في 27 أبريل 1921 ،في كليفلاند في الولايات المتحدة، وتوفي في 20 نوفمبر 2003. حزبياً، نشط في الحزب الديمقراطي.